# Aldair Fuentes
Aldair Amarildo Fuentes Siguas (Pisco, 25 de abril de 1998) es un futbolista peruano. Juega como mediocentro  y su equipo actual es el Cusco FC de la Liga 1 del Perú.

## Trayectoria

### Alianza Lima (primera etapa)
Inició su carrera deportiva en las divisiones menores del Alianza Lima, jugando luego en la reserva del cuadro victoriano, para posterior a ello, ser ascendido en el año 2017 al primer equipo del club, donde viene desempeñándose en la posición de volante de contención, siendo pieza fundamental en el mediocampo del cuadro íntimo. En su trayectoria personal ha obtenido el título nacional 2017 con la casaquilla de Alianza Lima y recientemente subcampeonato del Torneo 2018, en ambas campañas se asentó como titular en el equipo de Pablo Bengoechea.

### C. F. Fuenlabrada
El 4 de septiembre de 2020 se convirtió en jugador del C. F. Fuenlabrada de la Segunda División de España por cinco temporadas. El club madrileño adquirió el 80% de sus derechos por unos 800 000 euros y el conjunto peruano recibiría el 20% de una futura venta.

### Alianza Lima (segunda etapa)
El 28 de enero de 2022, el jugador firma por el Alianza Lima, en calidad de cedido por el C. F. Fuenlabrada.Si bien tuvo regularidad con el entrenador Carlos Bustos, con la llegada de Guillermo Salas jugó muy poco y se buscó cederlo.

### Universidad César Vallejo
Fue cedido en condición de préstamo a la Universidad César Vallejo de la misma liga por todo el 2023. Debutó el 6 de febrero en un empate 2-2 ante el Alianza Atlético. A lo largo de la temporada, pudo tener la misma continuidad con los DT Sebastián Abreu y Roberto Mosquera siendo constantemente titular. Sin embargo, al tener un rendimiento únicamente cumplidor, el elenco trujillano prefirió no ampliar su estancia. 

### Alianza Lima (tercera etapa)
El 8 de diciembre de 2023, en etapa de la pretemporada del campeonato del año siguiente, se anunció que Aldair Fuentes volvería a Alianza Lima debido a que el comando técnico aprobó su incorporación. Sin embargo, una de las condiciones fue que llegase como defensa central y no como mediocampista defensivo (su posición habitual). Actualmente, se mantiene en el cuadro íntimo

## Selección nacional

### Selección peruana sub-20
Ha sido internacional con la selección de fútbol sub-20 del Perú disputando el Campeonato Sudamericano de Fútbol Sub-20 de 2017 como titular, en la posición de defensa central.
| Torneo              | Sede    |
| ------------------- | ------- |
| Sudamericano Sub-20 | Ecuador |

### Selecciones peruana olímpica
Jugó con la selección sub-23 que disputó los Juegos Panamericanos Lima 2019.
| Torneo                       | Sede | Resultado     | Partidos | Goles |
| ---------------------------- | ---- | ------------- | -------- | ----- |
| Juegos Panamericanos de 2019 | Perú | Séptimo lugar | 4        | 0     |

## Estadísticas

### Clubes
Actualizado hasta su último partido disputado el 27 de octubre de 2024.
| Club                             | Div.          | Temporada     | Liga  | Liga  | Copas nacionales | Copas nacionales | Copas internacionales | Copas internacionales | Total | Total |
| Club                             | Div.          | Temporada     | Part. | Goles | Part.            | Goles            | Part.                 | Goles                 | Part. | Goles |
| -------------------------------- | ------------- | ------------- | ----- | ----- | ---------------- | ---------------- | --------------------- | --------------------- | ----- | ----- |
| Alianza Lima · Perú              | 1.ª           | 2017          | 38    | 4     | 0                | 0                | 2                     | 0                     | 40    | 4     |
| Alianza Lima · Perú              | 1.ª           | 2018          | 37    | 5     | 0                | 0                | 3                     | 0                     | 40    | 5     |
| Alianza Lima · Perú              | 1.ª           | 2019          | 25    | 4     | 2                | 0                | 1                     | 0                     | 28    | 4     |
| Alianza Lima · Perú              | 1.ª           | 2020          | 5     | 0     | 0                | 0                | 2                     | 0                     | 7     | 0     |
| C. F. Fuenlabrada · España       | 2.ª           | 2020-21       | 19    | 0     | 3                | 0                | 0                     | 0                     | 22    | 0     |
| C. F. Fuenlabrada · España       | 2.ª           | 2021-22       | 7     | 0     | 1                | 0                | 0                     | 0                     | 8     | 0     |
| C. F. Fuenlabrada · España       | Total club    | Total club    | 26    | 0     | 4                | 0                | 0                     | 0                     | 30    | 0     |
| Alianza Lima · Perú              | 1.ª           | 2022          | 18    | 0     | 0                | 0                | 3                     | 0                     | 21    | 0     |
| Universidad César Vallejo · Perú | 1.ª           | 2023          | 28    | 2     | 0                | 0                | 7                     | 1                     | 35    | 3     |
| Universidad César Vallejo · Perú | Total club    | Total club    | 28    | 2     | 0                | 0                | 7                     | 1                     | 35    | 3     |
| Alianza Lima · Perú              | 1.ª           | 2024          | 14    | 1     | 0                | 0                | 2                     | 0                     | 16    | 1     |
| Alianza Lima · Perú              | Total club    | Total club    | 137   | 14    | 2                | 0                | 13                    | 0                     | 150   | 14    |
| Cusco FC · Perú                  | 1.ª           | 2025          | 0     | 0     | 0                | 0                | 0                     | 0                     | 0     | 0     |
| Cusco FC · Perú                  | Total club    | Total club    | 0     | 0     | 0                | 0                | 0                     | 0                     | 0     | 0     |
| Total carrera                    | Total carrera | Total carrera | 191   | 16    | 6                | 0                | 20                    | 1                     | 217   | 17    |

## Palmarés

### Títulos nacionales
| Título                    | Club         | País | Año  |
| ------------------------- | ------------ | ---- | ---- |
| Torneo Apertura           | Alianza Lima | Perú | 2017 |
| Torneo Clausura           | Alianza Lima | Perú | 2017 |
| Primera División del Perú | Alianza Lima | Perú | 2017 |
| Torneo Clausura           | Alianza Lima | Perú | 2019 |
| Torneo Clausura           | Alianza Lima | Perú | 2022 |
| Primera División del Perú | Alianza Lima | Perú |      |

### Distinciones individuales
| Distinción                                 | Año  |
| ------------------------------------------ | ---- |
| Once ideal de la Liga 1                    | 2019 |
| Nominado a jugador revelación de la Liga 1 | 2019 |

## Vida privada
Es hijo del exfutbolista Isidro Fuentes y hermano menor del futbolista Jean Pierre Fuentes.